# سلطعون كناس
سلطعون كنّاس (الاسم العلمي: Sesarma)، هو جنس من السلطعونات الأرضية المتوطنة في الأمريكتين.
تعيش العديد من أنواعه في غابات الأيكة الساحلية. لقد تكيفت لتكون أرضية بالكامل، مما يعني أنها لا تضطر إلى العودة إلى البحر حتى لتفرخ. يتم الآن وضع العديد من الأنواع التي وضعت في البداية في أجناس أخرى من سلطعونات كناسة في جنس الكناس، وفي بعض الحالات حتى أنواع أخرى من سلطعونيات الشواطئ.
يشمل سلطعون كناس على الأنواع الموجودة (الحية) التالية
- Sesarma abeokuta Schubart & Santl, 2014[4]
- Sesarma aequatoriale Ortmann, 1894
- Sesarma ayatum Reimer & Diesel, 1998
- Sesarma bidentatum Benedict, 1892
- Sesarma cookei Hartnoll, 1971
- Sesarma crassipes Cano, 1889
- Sesarma curacaoense De Man, 1892
- Sesarma dolphinum Schubart & Diesel, 1998
- Sesarma fossarum Reimer, Diesel & Türkay, 1997
- Sesarma jarvisi Rathbun, 1913
- Sesarma meridies Schubart & Koller, 2005
- Sesarma rectum Randall, 1840
- Sesarma reticulatum (Say, 1817)
- Sesarma rhizophorae Rathbun, 1906
- Sesarma rubinofforum Abele, 1973
- Sesarma sulcatum Smith, 1870
- Sesarma verleyi Rathbun, 1914
- Sesarma windsor Türkay & Diesel, 1994

- Sesarma nr. reticulatum, نوع غير موصوف ذات صلة بـ Sesarma reticulatum[5]